# Rohr (Bas-Rhin)
Rohr település Franciaországban, Bas-Rhin megyében. Lakosainak száma 366 fő (2022. január 1.). Rohr Duntzenheim, Durningen, Gougenheim, Landersheim, Saessolsheim és Willgottheim községekkel határos.

## Népesség
A település népessége az elmúlt években az alábbi módon változott:
| Lakosok száma | 266  | 271  | 294  | 311  | 331  | 340  | 351  | 354  | 366  |
|               | 2013 | 2015 | 2016 | 2017 | 2018 | 2019 | 2020 | 2021 | 2022 |